# Ford Konno
Ford Konno (n. 1 ianuarie 1933, Territory of Hawaii⁠(d), SUA) este un înotător american, medaliat olimpic. A participat la 2 ediții ale Jocurilor Olimpice (1952, 1956) în care a câștigat 3 medalii de aur și 3 medalii de argint.